# Schmachtenberg (Zeil am Main)
Schmachtenberg ist ein Gemeindeteil der Stadt Zeil am Main im unterfränkischen Landkreis Haßberge in Bayern.

## Geographie
Das Dorf Schmachtenberg liegt am rechten Ufer des Mains südöstlich der Kernstadt von Zeil, mit der der Gemeindeteil zusammengewachsen ist. Oberhalb des Ortes steht die Ruine Schmachtenberg. Durch Schmachtenberg führt die Staatsstraße 2447 (früher Bundesstraße 26) von Zeil nach Ziegelanger sowie der Fränkische Marienweg.

## Geschichte
Am 1. Januar 1972 wurde Schmachtenberg im Zuge der Gebietsreform in Bayern nach Zeil am Main eingemeindet.